# Holger Czukay
Holger Czukay, de son vrai nom Holger Schüring, est un musicien allemand né le 24 mars 1938 à Dantzig (actuellement Gdańsk en Pologne) et mort le 5 septembre 2017 à Weilerswist, connu pour avoir été le cofondateur du groupe de krautrock Can.

## Biographie
Holger Czukay naît en 1938 dans la ville libre de Dantzig. Après la Seconde Guerre mondiale, il s'intéresse très tôt à la musique. En 1963, il devient l'élève du compositeur Karlheinz Stockhausen, avec qui il étudie jusqu'en 1966 pour donner quelques cours à son tour. Il s'intéresse alors peu au rock, avant de changer radicalement lorsqu'un élève lui joue I Am the Walrus, fameuse chanson des Beatles. Cela le conduit à s'intéresser de plus près aux artistes de rock expérimental, tels que les Velvet Underground et Frank Zappa.
Il fonde Can en 1968, et travaille sur quasiment tous les enregistrements du groupe, se chargeant également des compositions, en plus de son rôle de bassiste. Quand Rosko Gee, ex-bassiste du groupe Traffic, rejoint le groupe en 1977, Czukay est littéralement mis à l'écart, ne participant plus qu'aux enregistrements. Il quitte finalement le groupe la même année, se lançant dans une carrière solo.
Il enregistre alors un grand nombre d'albums, sur lesquels il expérimente le sampling, devenant ainsi un des pionners de cette technique. Il a également collaboré avec un nombre considérable d'artistes, tels que U.N.K.L.E, Brian Eno, Phew, Eurythmics et en particulier sur de nombreux albums de Jah Wobble et David Sylvian, deux jeunes musiciens britanniques s'intéressant de près aux méthodes expérimentales du sampling.
Son épouse Ursula Kloss, chanteuse sous le nom d'U-She, meurt en juillet 2017. Il repose au cimetière de Melaten.

## Discographie

### En solo
- Canaxis 5 (1969)
- Movies (album) (1979)
- Biomutanten / Menetekel, avec Conny Plank (1981)
- On the Way to the Peak of Normal (1981)
- Full Circle (1982)
- Snake Charmer (1983)
- Der Osten Ist Rot (1984)
- Rome Remains Rome (1987)
- Plight and Premonition, avec David Sylvian (1988)
- Flux and Mutability, avec David Sylvian (1989)
- Radio Wave Surfer (1991)
- Moving Pictures (1993)
- Clash (1998)
- Good Morning Story (1999)
- La Luna (2000)
- Linear City (2001)
- The New Millennium (2003)
- Time and Tide (2007)
- 21st Century (2007)
- Eleven years innerspace (2015)